# Head Crusher
Singles de Megadeth
Never Walk Alone... A Call to Arms
(2007) The Right to Go Insane
(2010)
Head Crusher est une chanson de Megadeth et premier single extrait de l'album Endgame. La chanson fut nommée à la 52e cérémonie des Grammy Awards dans la catégorie "Meilleure prestation metal", la première nomination du groupe depuis 13 ans avec le single Trust paru en 1997. Le titre fut aussi proposé par la maison de disques Roadrunner Records en téléchargement gratuit durant 24 heures via leur site internet.
Les paroles de la chanson furent écrites par Dave Mustaine et la musique fut composée par Mustaine et le batteur Shawn Drover. La chanson parle d'un instrument de torture médiéval du même nom ("Head crusher (en)"). Les paroles décrivent une personne qui est prise sous terre où il est interrogé par un bourreau qui utilise le dispositif principal de broyeur afin de soutirer des aveux de la victime. Un clip vidéo pour Head Crusher fut tourné le 28 juillet 2009 à Sylmar, dans un quartier de Los Angeles en Californie.

## Composition du groupe
- Dave Mustaine - chant, guitare rythmique et solo (intro)
- Chris Broderick - guitare rythmique, solo (fin)
- James LoMenzo - basse
- Shawn Drover - batterie